# Kerkhofkapel (Eijsden)
De Kerkhofkapel is een kapel in Eijsden in de Nederlands Zuid-Limburgse gemeente Eijsden-Margraten. De kapel staat aan de rand van de begraafplaats van de Ursulinen in het Ursulinenpark bij het voormalige Ursulinenklooster ten zuidoosten van het kloostergebouw, nabij de Breusterstraat en de Kennedylaan. Ten noordwesten van de kapel staat een Heilig Hartbeeld en een Lourdesgrot.
De kapel is gewijd aan piëta, de dode Christus vergezeld door Maria.

## Geschiedenis
In 1879 werd de kapel gebouwd.

## Bouwwerk
De bakstenen kapel is opgetrokken op een rechthoekig plattegrond en wordt gedekt door een zadeldak met pannen. De kapel heeft een plint van donkere bakstenen en in de zijgevel een spitsboogvenster. De frontgevel is een topgevel met op de hoeken lage vierkanten bakstenen kolommen en bekroond met een console waarop een stenen kruis geplaatst is. De frontgevel bevat de rondboogvormige toegang die wordt afgesloten met een smeedijzeren hek. Boven de toegang bevindt zich een timpaan waarin een Latijnse tekst is aangebracht:

Pro peccatis suae gentis, Vidit Jesum in tormentis.

Van binnen is de kapel wit geschilderd met een lambrisering van tegels. Tegen de achterwand is een houten altaartafel geplaatst waarop een piëta van Charles Vos geplaatst is. Het witte beeld in de kapel toont een piëta van de dode Christus vergezeld door Maria.